# Korkeasaari (ö i Finland, Mellersta Finland, Jyväskylä)
Korkeasaari är en ö i Finland. Den ligger i sjön Päijänne och i kommunen Jyväskylä i den ekonomiska regionen  Jyväskylä ekonomiska region  och landskapet Mellersta Finland, i den södra delen av landet, 210 km norr om huvudstaden Helsingfors. Öns area är 1 hektar och dess största längd är 180 meter i sydöst-nordvästlig riktning.